# Carel van Schaik
Carolus Philippus "Carel" van Schaik (Rotterdam, 15 de junho de 1953) é um primatologista holandês que desde 2004 é professor e diretor do Instituto Antropológico e Museu na Universidade de Zurique, Suíça.
Van Schaik estudou biologia na  at the Universidade de Utrecht, graduando-se em 1979. Ele foi pesquisador da Netherlands Foundation for the Advancement of Tropical Research até 1984 e completou seu doutorado na Universidade de Utrecht em 1985. Após cargos nesta universidade e em Princeton, ele se tornou professor associado do Departamento de Antropologia Biológica e Anatomia da Universidade Duke em Durham em 1989. Em 2004 ele se mudou para a Universidade de Zurique.
Ele não iniciou seus estudos como bioantropólogo, mas como botânico.
Se interesse por primatas se iniciou na década de 1970, durante uma expedição para Sumatra, com sua esposa. 
Logo após, van Schaik se tornou mais interessado em primatas do que em plantas, e no noroeste de Sumatra, em uma região pantanosa, ele encontrou os orangotangos.
Seu livro Among Orangutans: Red Apes and the Rise of Human Culture conta a história de sua descoberta do grupo de orangotangos no norte de Sumatra e o desafio nas concepções tradicionais na primatologia sobre a evolução humana.

## Publicações selecionadas
- van Schaik, C. P., M. Ancrenaz, G. Borgan,  B. Galdikas, C.D. Knott, I. Singleton, A. Suzuki, S. Utami, M. Merrill. (2003) Orangutan cultures and the evolution of material culture. Science 299: 102-105.
- van Schaik, C. P. (1982). Why are diurnal primates living in groups? Behaviour, 87, 120-144.
- van Schaik, C. P., Deaner, R. O. and Merrill, M. Y. (1999). The conditions for tool use in primates: implications for the evolution of material culture. Journal of Human Evolution, 36(6), 719-741.
- van Schaik, C. P. and Dunbar, R. I. (1990). The evolution of monogamy in large primates: A new hypothesis and some crucial tests. Behaviour, 115(1-2), 30-62.
- van Schaik, C. P. and Kappeler, P. M. (1996). The social systems of gregarious lemurs: Lack of convergence with anthropoids due to evolutionary disequilibrium? Ethology Formerly Zeitschrift fuer Tierpsychologie, 102(11), 915-941.
- van Schaik, C. P. and Kappeler, P. M. (1997). Infanticide risk and the evolution of male-female association in primates. Proceedings of the Royal Society of London, Series B, Biological Sciences, 264(1388), 1687-1694.
- van Schaik, C. P. and van Noordwijk, M. A. (1985). Evolutionary effect of the absence of felids on the social organization of the macaques on the island of Simeulue ( Macaca fascicularis fusca, Miller 1903). Folia Primatologica, 44(3-4), 138-147.
- van Schaik, C. P., Van Noordwijk, M. A., Warsono, B. and Sutriono, E. (1983). Party size and early detection of predators in Sumatran forest primates. Primates, 24(2), 211-221.